# Doicești, Dâmbovița
Doicești este o comună în județul Dâmbovița, Muntenia, România, formată numai din satul de reședință cu același nume. În Parcul Mateiaș se află ruinele curții brâncovenești. În imediata apropiere se află și Biserica Nașterea Maicii Domnului din Doicești ctitorită în 1706 de voievodul Țării Românești Constantin Brâncoveanu.

## Așezare
Comuna se află în zona de deal din cursul mijlociu al râului Ialomița, aflată la 8 km nord de orașul Târgoviște, pe șoseaua DN71 care leagă acest oraș de Sinaia. Comuna are o stație pe calea ferată Târgoviște-Pucioasa.

## Demografie
Componența etnică a comunei Doicești
     Români (92,99%)
     Alte etnii (0,14%)
     Necunoscută (6,87%)
Componența confesională a comunei Doicești
     Ortodocși (89,65%)
     Alte religii (2,98%)
     Necunoscută (7,36%)
Conform recensământului efectuat în 2021, populația comunei Doicești se ridică la 4.224 de locuitori, în scădere față de recensământul anterior din 2011, când fuseseră înregistrați 4.584 de locuitori. Majoritatea locuitorilor sunt români (92,99%), iar pentru 6,87% nu se cunoaște apartenența etnică. Din punct de vedere confesional, majoritatea locuitorilor sunt ortodocși (89,65%), iar pentru 7,36% nu se cunoaște apartenența confesională.

## Politică și administrație
Comuna Doicești este administrată de un primar și un consiliu local compus din 13 consilieri. Primarul, Cozmin-Petruț Stana[*], de la Partidul Social Democrat, este în funcție din octombrie 2020. Începând cu alegerile locale din 2024, consiliul local are următoarea componență pe partide politice:
|  | Partid                    | Consilieri | Componența Consiliului | Componența Consiliului | Componența Consiliului | Componența Consiliului | Componența Consiliului | Componența Consiliului | Componența Consiliului | Componența Consiliului | Componența Consiliului | Componența Consiliului |
|  | ------------------------- | ---------- | ---------------------- | ---------------------- | ---------------------- | ---------------------- | ---------------------- | ---------------------- | ---------------------- | ---------------------- | ---------------------- | ---------------------- |
|  | Partidul Social Democrat  | 10         |                        |                        |                        |                        |                        |                        |                        |                        |                        |                        |
|  | Partidul Național Liberal | 3          |                        |                        |                        |                        |                        |                        |                        |                        |                        |                        |

## Istoric
La sfârșitul secolului al XIX-lea, comuna Doicești făcea parte din plasa Dealul-Dâmbovița a județului Dâmbovița și era formată din cătunele Doicești, Dolani, Săteni și Gușoiu, având o populație totală de 1.628 de locuitori. În comună funcționa o școală.
În 1925, comuna făcea parte din plasa Târgoviște a aceluiași județ și avea în compunere satele Doicești, Dolani și Săteni, cu 2.430 de locuitori.
În 1950, comuna a fost inclusă în raionul Târgoviște din regiunea Prahova și apoi (după 1952) din regiunea Ploiești. În 1968, comuna a revenit la județul Dâmbovița, reînființat, iar satul Dolani a fost desființat și inclus în satul Doicești, rămas astfel unicul sat al comunei, după ce satul Săteni a fost transferat comunei Aninoasa.